# Alionematichthys plicatosurculus
Alionematichthys plicatosurculus är en fiskart som beskrevs av Møller och Werner Schwarzhans 2008. Alionematichthys plicatosurculus ingår i släktet Alionematichthys och familjen Bythitidae. Inga underarter finns listade i Catalogue of Life.